# Доберсберг
Доберсберг (нем. Dobersberg) — ярмарочная коммуна (нем. Marktgemeinde) в Австрии, в федеральной земле Нижняя Австрия. 
Входит в состав округа Вайдхофен.  Население составляет 1734 человека (на 31 декабря 2005 года). Занимает площадь 47,59 км². Официальный код  —  32203.

## Политическая ситуация
Бургомистр коммуны — Райнхард Даймель (АНП) по результатам выборов 2005 года.
Совет представителей коммуны (нем. Gemeinderat) состоит из 19 мест.
- АНП занимает 16 мест.
- СДПА занимает 3 места.